# Krueng Mangkom
Krueng Mangkom is een bestuurslaag in het regentschap Nagan Raya van de provincie Atjeh, Indonesië. Krueng Mangkom telt 32 inwoners (volkstelling 2010).